# Casa del Mitreo
La Casa del Mitreo est un site archéologique situé dans la ville de Mérida, province de Badajoz en Estrémadure,. 
Elle fait partie de l'ensemble archéologique de Mérida. Cette grande villa romaine est située à l'extérieur de l'ancienne enceinte fortifiée, à côté du sanctuaire mithraïque du Cerro de San Albín (mithraeum de Mérida) d'où il tire son nom. Elle a été déclarée Bien d'intérêt culturel en 1990 et fait partie du Patrimoine mondial de l'UNESCO.

## Historique
Mérida, selon la tradition historiographique, a été fondée comme colonie romaine en l'an 25 av. J.-C. par le légat romain Publio Carisio (es) sur ordre de l'empereur Octave Auguste pour servir de retraite aux soldats vétérans (emeritus) des légions X Gemina et V Alaudae, d'où son nom romain d'Emerita Augusta. La ville, l'une des plus importantes de toute l'Hispanie romaine, était dotée de tout le confort d'une grande ville romaine et servait de capitale de la province romaine de Lusitanie.

## Description

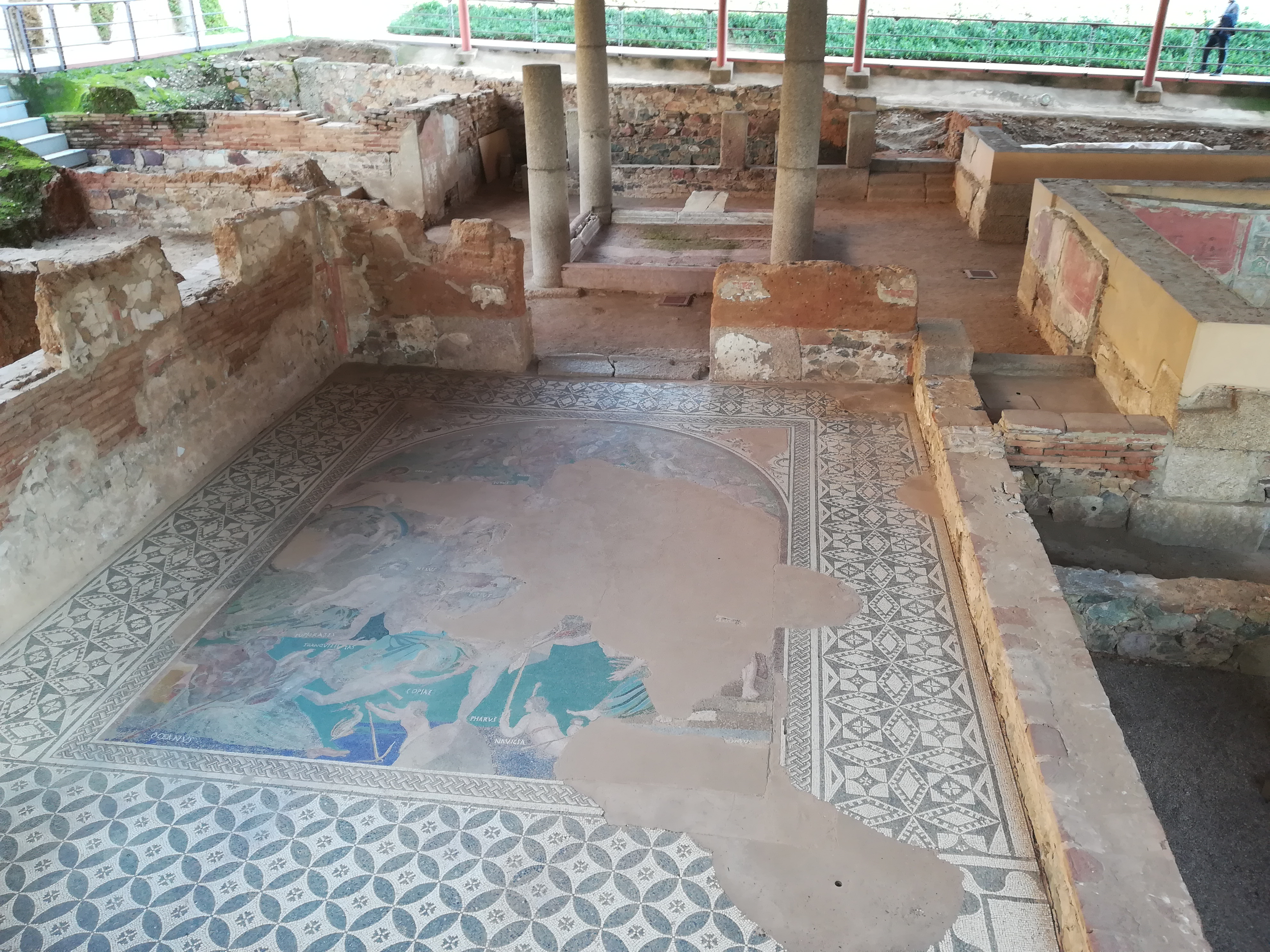
Salle avec la mosaïque cosmogonique.

Située sur le versant sud de Monte San Albín, la Casa del Mitreo a été découverte au début des années 1960. Il s'agit d'une maison construite à la fin du Ier et au début du IIe siècle apr. J.-C. en dehors des murailles de la ville, sans aucune restriction quant à son développement. Sa taille et la décoration de certaines de ses pièces montrent sans aucun doute que ses propriétaires étaient des personnes de culture hellénistique, importantes au sein de la société de Mérida. Le bâtiment est organisé autour de trois cours et était autrefois une grande résidence. Il est possible que la maison ait appartenu à un prêtre du temple.
L'ensemble de la maison a été construite en blocs de pierre brute avec des angles renforcés. On y trouve la maison à péristyle avec atrium et une salle où se trouve la célèbre « mosaïque cosmogonique », une représentation la création et l'évolution du cosmos et contient des éléments terrestres, marins et célestes supervisés par la figure d'Aiôn. Le complexe a été récemment couvert et rénové.
La Casa del Mitreo n'était pas construite sur un seul niveau. Les vestiges d'un escalier suggèrent qu'un premier étage était présent. De plus, certaines des pièces survivantes sont souterraines.

## Le mithraeum
On pense que le site n'est pas le véritable Mithréum mais une domus. Les vestiges du mithraeum se trouvent en amont de celle-ci, sur un terrain correspondant aux actuelles arènes de Mérida. Ce site a livré des exemples de premier ordre des vestiges du mithraïsme.

## Galerie

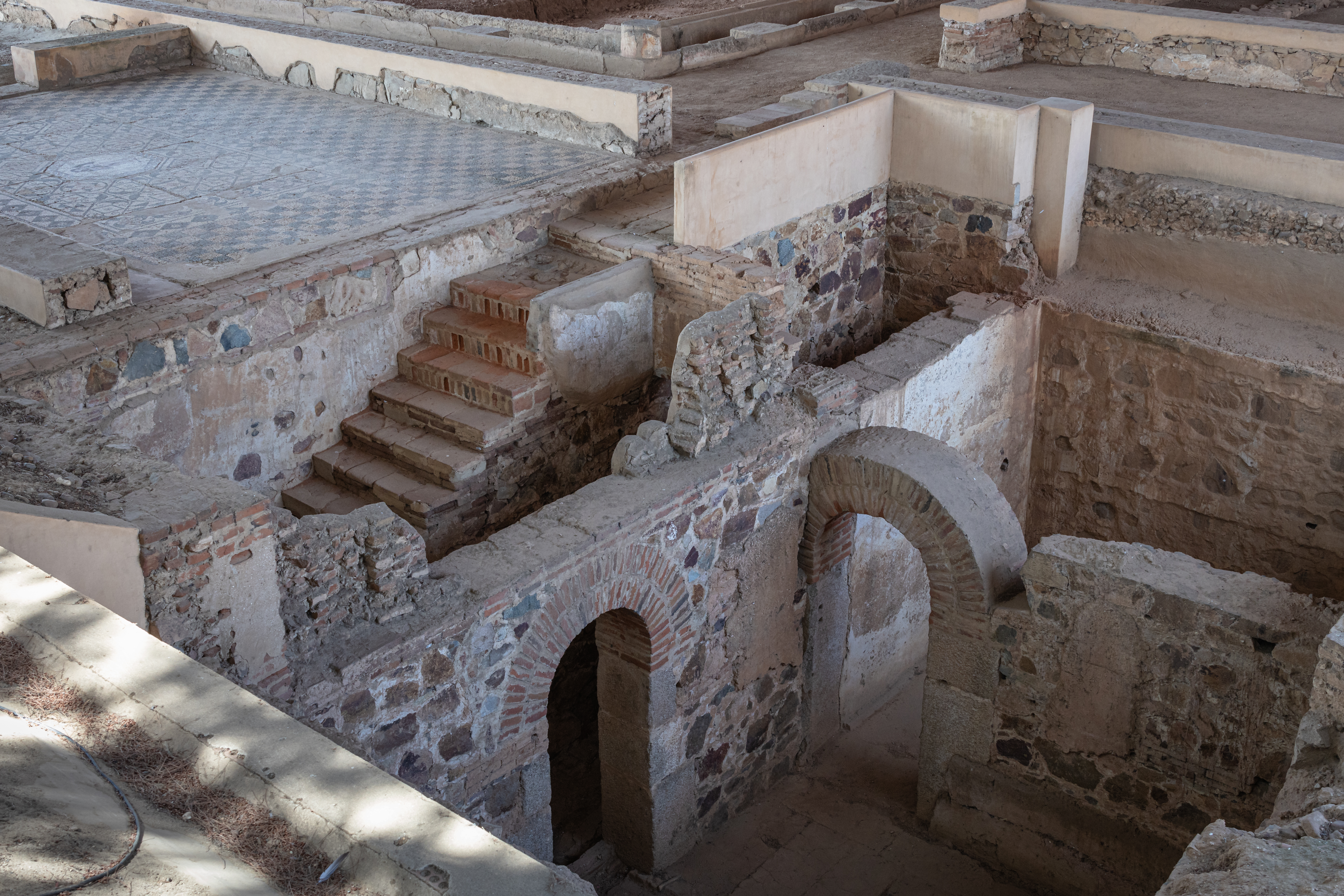
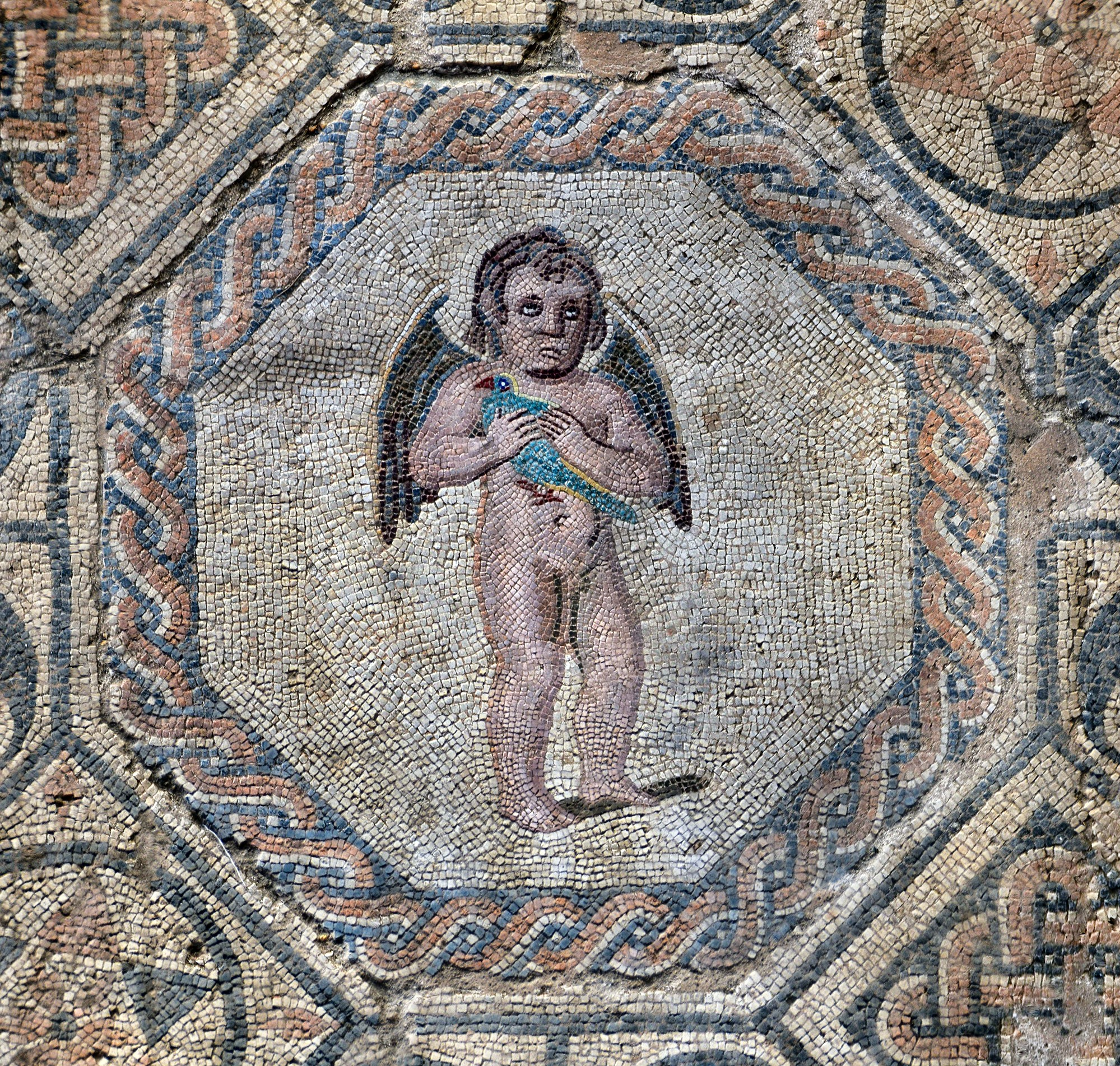
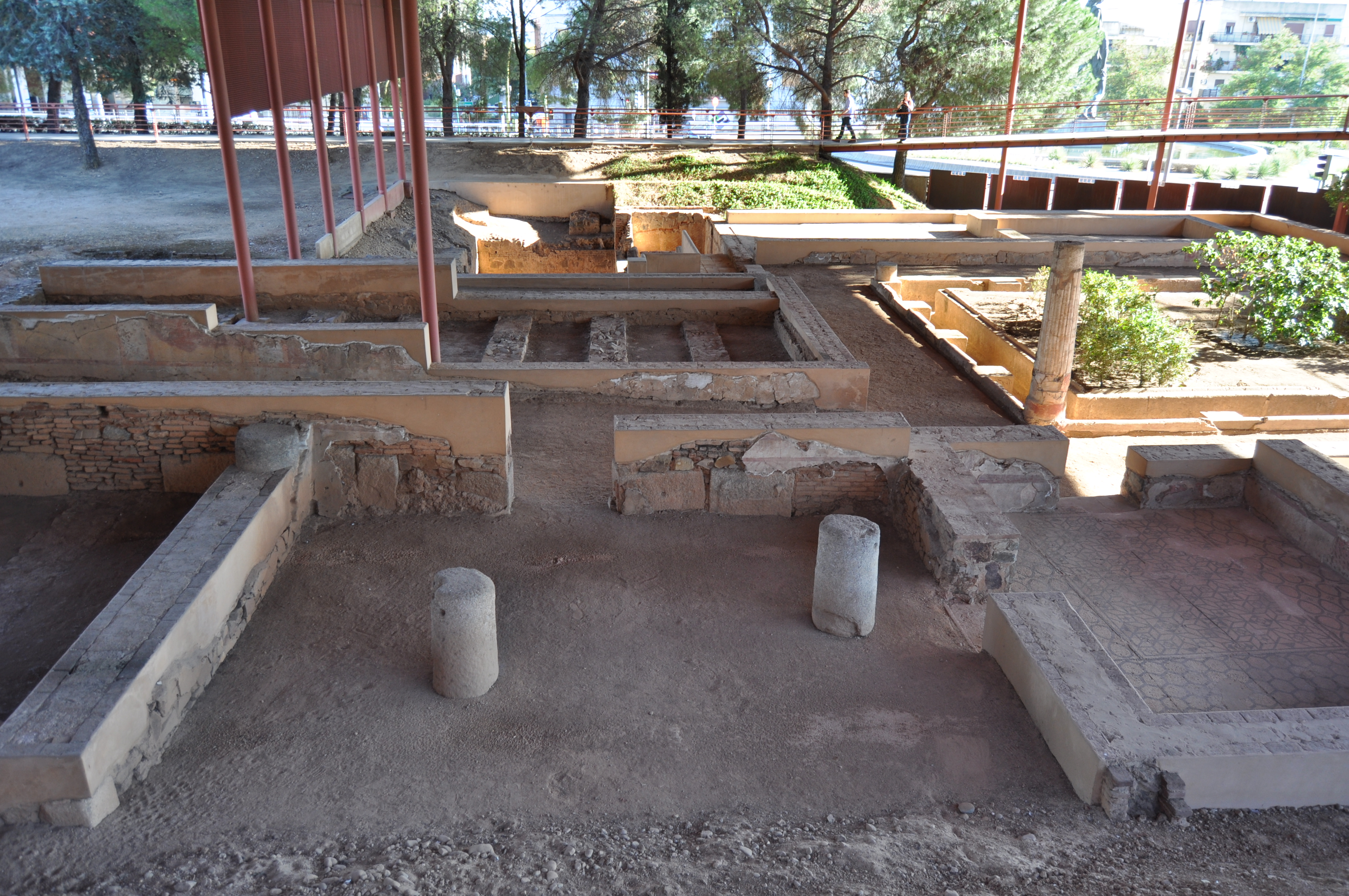